# Anna Azcona i Lleal
Anna Azcona i Lleal   (Badalona, 1964) és una actriu de teatre, cinema i televisió catalana.

## Biografia
Es va formar a l'Institut del Teatre de Barcelona i del 1979 al 1983 formà part d'un grup de teatre infantil de Badalona dirigit per Armonía Rodríguez. Ha treballat a les companyies d'Amparo Moreno, Francesc Lucchetti i Pep Munné, i durant quatre anys va estar a les ordres de Josep Maria Flotats.
Va debutar al cinema el 1988 amb un petit paper a El complot dels anells i l'any següent a la televisió a la sèrie de TV3 Tres estrelles. Es va fer actriu habitual de TV3 participant a sèries com Estació d'enllaç (1995), Sitges (1996), Cròniques de la veritat oculta (1997), La memòria dels Cargols (1999), El cor de la ciutat (2002) i Majoria absoluta (2003), però assolí reconeixement pel seu paper recurrent d'Elisabet Fiol a la sèrie Ventdelplà (2007-2010). Després d'aquest va una petita aparició a Kubala, Moreno i Manchón (2014) i a les dues últimes temporades de La Riera (2016-2017).
També ha treballat a sèries de televisió emblemàtiques d'altres cadenes en petits papers a El comisario o La que se avecina. Des del 2018, però, s'ha incorporat en un paper fix (Ascensión) a Amar es para siempre d'Antena 3.
Pel que fa al cinema, el seu primer paper important fou a Morir (o no) de Ventura Pons (2000) i Sévigné (2004), paper pel que va rebre un dels Premis Butaca de 2005.

## Filmografia
Cinema
- El perquè de tot plegat (1995)
- Morir (o no) (2000)
- Sévigné (2004)
- Algo habrán hecho (2008)
- A la deriva (2009)
- Xtrems (2009)
- Transeúntes (2015)
- El virus de la por (2015)
- Sabates grosses (2017)

Televisió
- Tres estrelles (1989)
- La Granja (1991)
- Estació d'enllaç (1995)
- Sitges (1996)
- Cròniques de la veritat oculta (1997)
- La memòria dels Cargols (1999)
- El cor de la ciutat (2002)
- Majoria absoluta (2003)
- Ventdelplà (2007-2010)
- La Riera (2016-2017)
- Amar es para siempre (2018)

## Teatre (selecció)
- El despertar de la primavera (1986) de Franz Wedekind, dirigida per Josep Maria Flotats al Teatre Poliorama.[6]
- Torna-la a tocar, Sam (1987) dirigida per Ricard Reguant
- Catalanish (1991) de Pau Ros, dirigida per Carlos Lasarte
- Els contes dels boscos de Viena (1994) d'Odon Von Hovarth i dirigida por Pep Munné
- Picadillo i canalons (1995) de Francesc Lucchetti i dirigida por Lourdes Barba
- Melinda on the Rocks (1999) dirigida per Manuel Dueso
- 23 centímetres (2000) de Carles Alberola i Roberto García dirigida per Josep Maria Mestres
- Esthètic Paradise (2004) de Victoria Szpunberg, dirigida per Carol López, a la Sala Beckett.
- Mentiders (2005), escrita i dirigida por Abel Folk, al Teatre Borràs.[7]
- Jugar amb un tigre (2008) de Doris Lessing, dirigida per Carlota Subirós
- Top model (2014) de Sergi Pompermayer i dirigida per Pep Cruz
- Cúbit (2017) escrita i dirigida per Josep Maria Miró

## Nominacions i premis
- Premis Butaca del 2000: nominada a millor actriu de cinema per Morir (o no)
- IV Premis Barcelona de Cinema: nominada a la millor actriu per Sévigné[8]
- Premis Butaca de 2005 a la millor actriu catalana de cinema per Sévigné.[9]
- Premis Butaca de 2017: nominada a millor actriu de teatre per Cúbit.[10]